# Булвард-Гарденс (Флорида)
Булвард-Гарденс (англ. Boulevard Gardens) — статистически обособленная местность, расположенная в округе Брауард (штат Флорида, США) с населением в 1415 человек по статистическим данным переписи 2000 года.

## География
По данным Бюро переписи населения США статистически обособленная местность Булвард-Гарденс имеет общую площадь в 0,78 квадратных километров, водных ресурсов в черте населённого пункта не имеется.

## Демография
По данным переписи населения 2000 года в Булвард-Гарденс проживало 1415 человек, 312 семей, насчитывалось 451 домашнее хозяйство и 489 жилых домов. Средняя плотность населения составляла около 1814,1 человек на один квадратный километр. Расовый состав населённого пункта распределился следующим образом: 2,47 % белых, 94,13 % — чёрных или афроамериканцев, 0,21 % — коренных американцев, 0,35 % — азиатов, 2,05 % — представителей смешанных рас, 0,78 % — других народностей. Испаноговорящие составили 2,40 % от всех жителей статистически обособленной местности.
Из 451 домашних хозяйств в 26,2 % воспитывали детей в возрасте до 18 лет, 28,8 % представляли собой совместно проживающие супружеские пары, в 30,8 % семей женщины проживали без мужей, 30,6 % не имели семей. 20,8 % от общего числа семей на момент переписи жили самостоятельно, при этом 7,3 % составили одинокие пожилые люди в возрасте 65 лет и старше. Средний размер домашнего хозяйства составил 3,14 человек, а средний размер семьи — 3,72 человек.
Население статистически обособленной местности по возрастному диапазону по данным переписи 2000 года распределилось следующим образом: 29,9 % — жители младше 18 лет, 10,3 % — между 18 и 24 годами, 25,7 % — от 25 до 44 лет, 21,6 % — от 45 до 64 лет и 12,5 % — в возрасте 65 лет и старше. Средний возраст жителей составил 32 года. На каждые 100 женщин в Булвард-Гарденс приходилось 94,9 мужчин, при этом на каждые сто женщин 18 лет и старше приходилось 91,1 мужчин также старше 18 лет.
Средний доход на одно домашнее хозяйство статистически обособленной местности составил 22 167 долларов США, а средний доход на одну семью — 26 719 долларов. При этом мужчины имели средний доход в 19 934 доллара США в год против 20 288 долларов среднегодового дохода у женщин. Доход на душу населения статистически обособленной местности составил 22 167 долларов в год. 25,6 % от всего числа семей в населённом пункте и 37,4 % от всей численности населения находилось на момент переписи населения за чертой бедности, при этом 42,3 % из них были моложе 18 лет и 22,4 % — в возрасте 65 лет и старше.